# اوسماکوف
اوسماکوف (انگلیسی: Osmakov) یک شهرک در بخش آلکسیفسکی استان بلگورود کشور روسیه است.